# La gatita blanca
La Gatita Blanca es una zarzuela, denominada Humorada Lírica, en un acto, dividido en tres cuadros, original de José Jackson Veyán y Jacinto Capella, con música de Amadeo Vives y Jerónimo Jiménez. Se estrenó con gran éxito en el Teatro Cómico de Madrid, el 23 de diciembre de 1905.

## Comentario
Esta es una obra cercana al género del vodevil francés, que empezaba a tomar auge a principios del siglo XX en España. Aunque pesa esta influencia, la trama es tratada con los medios tradicionales del sainete, contraponiendo los personajes rurales con los urbanos, logrando grandes momentos de comicidad, a la par que está dosificada con ciertos toques picantes, que lo hacen cercano al género "sicalíptico", que empezaba a estar de boga por aquellos años.
Con respecto a la música, la partitura, pese a lo ligera que puede parecer, es una obra de gran trabajo orquestal y melódico, ya que tanto Amadeo Vives como Jerónimo Jiménez eran autores con profundos conocimientos musicales y técnicos, que le dieron a la partitura el carácter necesario, siguiendo la línea frívola que empezaba a instaurarse en España, proveniente de Francia. En algunos momentos podemos encontrar ese sabor offenbachiano del cancán o de las operetas francesas del momento.

## Argumento

### Acto único
La acción transcurre en Madrid, en la época del estreno. (1905)

#### Cuadro primero
En un salón reservado de un restaurante, Manolo celebra su despedida de soltero, puesto que se va a casar con una prima suya, la cual es rica pero a la que no quiere. Amenizan la cena varias cupletistas y amigas. Aparece en el restaurante Luisa, cupletista conocida como la Gatita Blanca, a saludar a Manolo, el cual le marca una distancia y le comenta que esta boda es necesaria para poder saldar sus deudas, a lo que Luisa le contesta agriamente que también ella necesitaría casarse con un viejo con posibles, para poder saldar las suyas, ya que ella está enterada por ciertas amistades que la futura esposa de Manolo es una chica rica, pero algo palurda.
Al restaurante aparece el futuro suegro, Don Servando, el cual es un millonario algo palurdo, dando Manolo la espantada; Luisa se encarga de recibirlo. Este viene acompañado de su sobrino Periquín, el cual está enamorado en secreto de Rosario, la futura esposa de Manolo. Tras la conversación hacen un trato Luisa y Servando: ella se ocupará de darle lecciones de urbanidad y comportamiento social a Rosario.

#### Cuadro segundo
En la casa de huéspedes donde residen don Servando y doña Virtudes, con su hija Rosario, Manolo trata de conquistarla, pero la muchacha reacciona a todo con mucha sosería que incomoda a su madre. Al marcharse Manolo, llega Luisa, disfrazada como una exuberante institutriz, para preparar la lección de Rosario. Doña Virtudes ve con malos ojos esta clase de lecciones. Asiste a ella toda la familia, la cual se divierte con ello, e incluso hace que doña Virtudes pierda algo de seriedad. En un aparte, Luisa, que venía con planes de desbaratar la boda, descubre que Rosario y Periquín se quieren en secreto, por lo que decide ayudarles, invitándo a todos a un baile de máscaras que se celebrará esa misma noche.

#### Cuadro tercero
En el baile de máscaras que se celebra en el Salón Modernista reina una gran animación y se pide a la Gatita Blanca que cante, por lo que les obsequia a todos con sus famosos cuplés. Periquín llega preocupado buscando a Rosario, siendo asediado por dos máscaras; una oportuna aparición de Don Servando le permite deshacerse de ellas, dándoselas a él. Manolo acude al baile preocupado por la integridad de Rosario, pero Luisa logra que Rosario se modernice e impresione a Periquín, declarándose los dos mutuamente su amor. Don Servando aparece huyendo de una trifulca que se acaba de provocar, siendo reñido por doña Virtudes. Al final la obra acaba con la felicidad de Periquín y Rosario y la de Luisa y Manolo.

## Números musicales
- Acto único[3]

- Cuadro primero

- - Preludio (orquesta)

- - Escena y coro del brindis - Luisa, Manolo y coro: "Salud a mis vasallos"

- - Canción del chocolate - Luisa, Don Servando y Periquín: "¡Venga el chocolate!"

- - Bis (orquesta)

- Cuadro segundo

- - Lección de buena sociedad - Luisa, don Servando, doña Virtudes, Periquín y Rosario: "Si ustedes lo desean"

- - Intermedio (orquesta)

- Cuadro tercero

- - Baile de la machicha (orquesta)

- - Cuplés de la gatita blanca - Luisa y Coro: "Soy una gatita blanca"

- - Galop y final (orquesta)